# Laurent Ulrich
Laurent Bernard Marie Ulrich (Dijon, 7 de setembro de 1951) é um prelado francês da Igreja Católica, arcebispo de Paris.

## Biografia
Obteve um mestrado em Filosofia pela Universidade de Dijon, frequentou o Seminário da Universidade Saint-Irénée e obteve uma Licenciatura em Teologia pela Universidade Católica de Lyon.
Foi ordenado padre em 2 de dezembro de 1979, em Dijon. Exerceu os cargos na Diocese de Dijon de vice-pároco no setor Beaune, entre 1980 e 1984 e vice-decano de 1984 a 1985; vigário episcopal responsável pela formação permanente, pastoral sacramental e litúrgica de 1985 a 1990 e desde 1986 também para leigos e religiosos engajados na pastoral; vigário-geral e Delegado para o Apostolado dos Leigos de 1990 a 2000.
Foi eleito arcebispo de Chambéry e bispo de Saint-Jean-de-Maurienne et Tarentaise em 6 de junho de 2000, sendo consagrado em 10 de setembro seguinte, por Louis-Marie Billé, arcebispo de Lyon, assistido por Claude Feidt, arcebispo de Aix-Arles e por Michel Louis Coloni, bispo de Dijon.
Em 1 de fevereiro de 2008 o Papa Bento XVI o nomeou como arcebispo-bispo de Lille, tornando-se arcebispo metropolitano em 29 de março, quando a Sé de Lille foi elevada ao status de Metropolita.
Em 26 de abril de 2022, o Papa Francisco o nomeou como arcebispo de Paris. Ao saber de sua nomeação, concedeu uma entrevista a RCF Hauts-de-France, uma estação radiofônica católica local, em que declarou que "foi uma surpresa completa. Imediatamente expressei diante do núncio uma grande surpresa, espanto, quase uma maneira de dizer não. O meu ministério como arcebispo de Paris será um ministério que quer manifestar a amizade de Cristo. Não sei se serei realmente capaz de mostrar isso, mas é meu profundo desejo considerar os parisienses como meus amigos. Nunca visei uma posição, nunca tive outra ambição a não ser fazer o que a Igreja me pede".